# Русаков Юрій Романович
Юрій Романович Русаков (20 червня 1936, радгосп «Ояш», тепер Мошковського району Новосибірської області, Російська Федерація) — радянський діяч, капітан теплохода «Михайло Калінін» Західно-Сибірського річкового пароплавства міста Новосибірськ. Член ЦК КПРС у 1990—1991 роках.

## Життєпис
У 1956 році закінчив Новосибірський річковий технікум.
З 1956 по 1959 рік служив у Радянській армії.
У 1959—1971 роках — штурман, помічник капітана, другий помічник механіка Західно-Сибірського річкового пароплавства в місті Новосибірську.
Член КПРС з 1960 року.
У 1971 році закінчив Новосибірський інститут інженерів водного транспорту.
У 1971—1975 роках — секретар партійного бюро Новосибірської ремонтно-експлуатаційної бази Західно-Сибірського річкового пароплавства.
У 1975—1978 роках — заступник директора, капітан — другий помічник механіка судноремонтно-суднобудівного заводу Новосибірської ремонтно-експлуатаційної бази Західно-Сибірського річкового пароплавства.
З 1978 року — капітан теплохода «Михайло Калінін» Новосибірської ремонтно-експлуатаційної бази Західно-Сибірського річкового пароплавства в місті Новосибірську.
Подальша доля невідома.